# Robinsons projektion

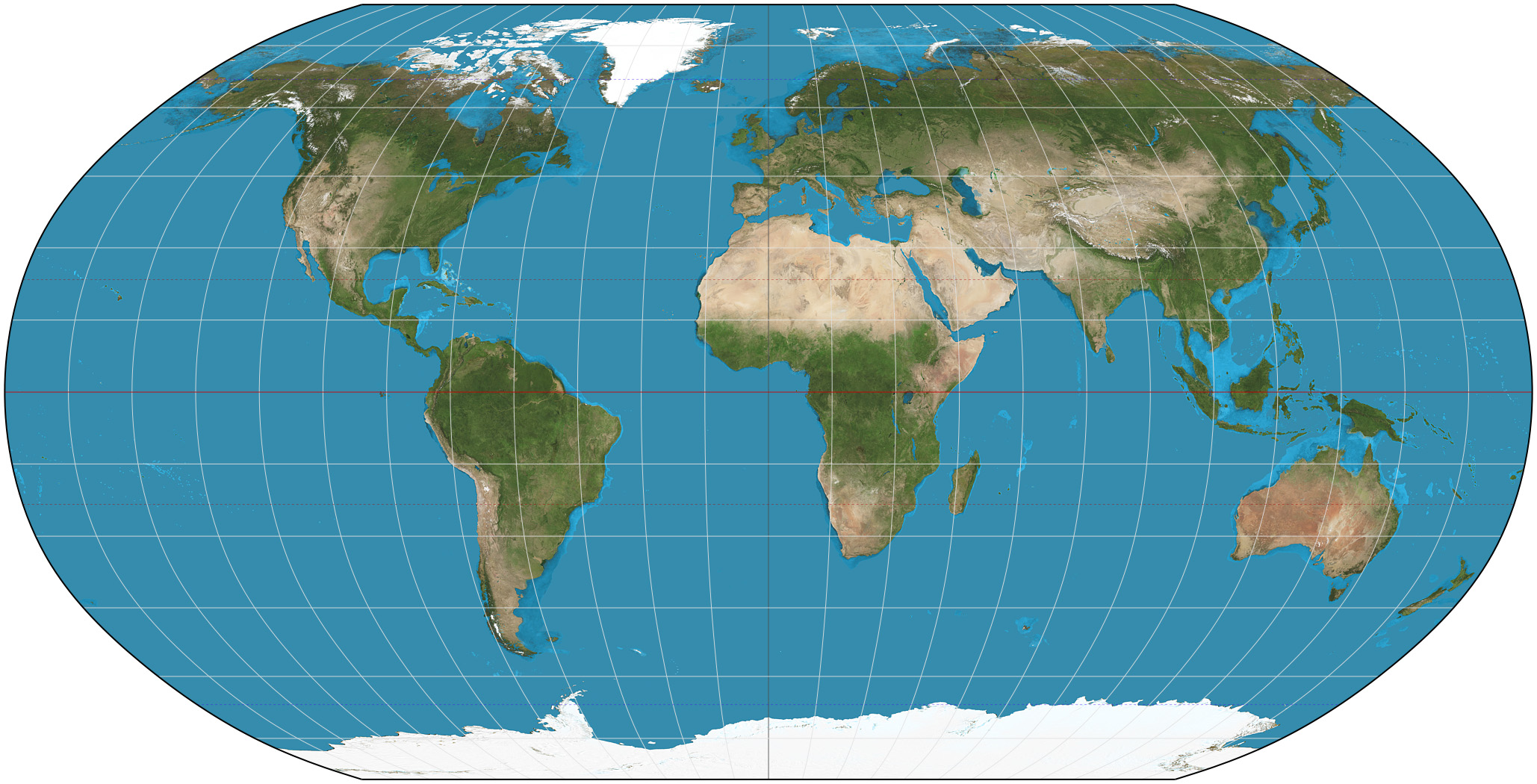
Robinsons projektion av en världskarta

Robinsons projektion är en kartprojektion av världen, som uppfanns 1963 av den amerikanske kartografen Arthur H. Robinson. Projektionen togs fram efter att Robinson blivit tillfrågad av teknikföretaget Rand McNally att hitta en projektion som kunde uppfylla en lista av kriterier, vilken inkluderade att kartan skulle ha lågt avbildningsfel för ytorna av kontinenterna och vara lättläslig för läsare av alla åldrar. Efter att inte ha hittat någon lämplig projektion, utvecklade kartografen sin egen och publicerade senare en beskrivning av metoden 1974.
1988 valde National Geographic Society Robinsons projektion som ny huvudsaklig kartprojektion för sina fysiska och politiska kartor. Den ersatte då Van der Grintens projektion, som använts av organisationen sedan 1922. De ersatte 1995 projektionen med Winkel tripel projektionen.

## Beskrivning av projektionen
Projektionen skilde sig från tidigare kartprojektioner, i att den inte baserades på en geometrisk konstruktion eller matematiska formler för kartans koordinater. Koordinaterna för kartan har istället tagits fram genom "trial and error", främst med hjälp av beräkningssimuleringar. Robinsons projektion försöker minimera förstoringen av ytan vid polerna, som bland annat Mercators projektion ger upphov till, och kompressionen vid polerna, som Lamberts cylindriska projektion orsakar. Detta för att få världskartan att, enligt Robinson, se "rätt" ut.
Projektionen har platta poler, vilka är 0,5322 gånger så långa som ekvatorn, vilken i sin tur är 1,9716 gånger längden av medelmeridianen. Koordinaterna för punkterna på meridianerna 90 grader från mitten, för varje 5 grader i latitud, ges av en tabell från Robinsons ursprungliga beskrivning av projektionen. Punkterna på övriga meridianer ritas proportionerligt mot dessa.